# سباستیپل (کالیفرنیا)
سباستیپل (به انگلیسی: Sebastopol) یک منطقهٔ مسکونی در ایالات متحده آمریکا است که در شهرستان نوادا، کالیفرنیا واقع شده‌است. سباستیپل ۵۸۳ متر بالاتر از سطح دریا واقع شده‌است.